# Pseudocheles chacei
Pseudocheles chacei is een garnalensoort uit de familie van de Pseudochelidae. De wetenschappelijke naam van de soort is voor het eerst geldig gepubliceerd in 1983 door Kensley.